# Chorvatská liga ledního hokeje 2003/2004
Chorvatská liga ledního hokeje 2003/2004 byla třináctou sezónou Chorvatské hokejové ligy v Chorvatsku, které se zúčastnily pouze dva týmy ze Záhřebu. Ze soutěže se nesestupovalo.

## Systém soutěže
Dva týmy odehrály pouze finále na tři vítězná utkání.

## Finále
- KHL Medveščak – KHL Zagreb 3:0 (10:3,6:3,7:2)